# 广西隐棒花
广西隐棒花（学名：Cryptocoryne kwangsiensis）是天南星科隐棒花属的植物，为中国的特有植物。分布在中国大陆的广西等地，目前尚未由人工引种栽培。